# Aars
Aars oder Års ist eine dänische Ortschaft mit 8708 Einwohnern (Stand 1. Januar 2025) im westlichen Himmerland. Die Ortschaft ist seit der Kommunalreform 2007 Bestandteil der Vesthimmerlands Kommune in der Region Nordjylland. Zuvor war sie Hauptort der Aars Kommune im Amt Nordjütland.

## Lage

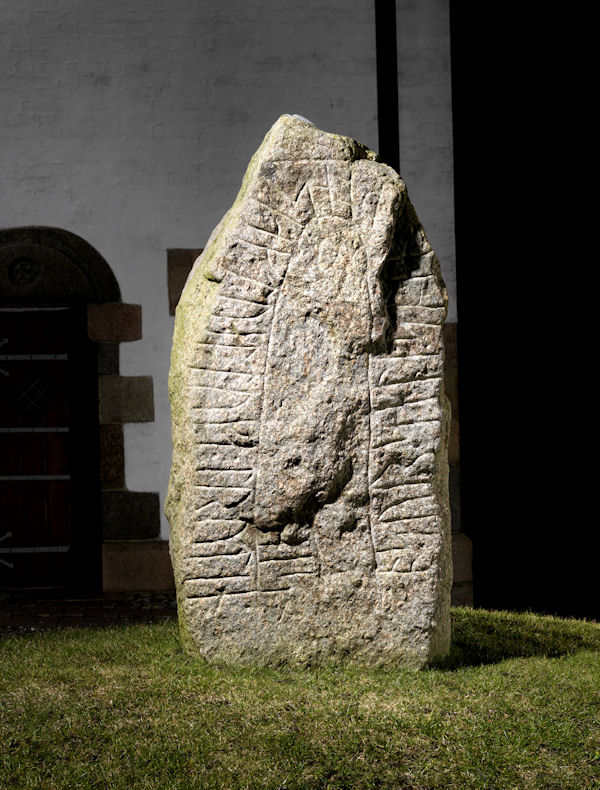
Der Runenstein von Aars

Aars liegt knapp 25 km südlich von Nibe, 25 km nordöstlich von Hvalpsund, 27 km südöstlich von Løgstør und etwa 27 km nordwestlich von Hobro.

## Geschichte

### Jungsteinzeit
Die Blærekisten nördlich von Aars weisen auf frühe bäuerliche Besiedlung mit ihren typischen Bestattungen hin, wobei dieser Typ von Steinkisten auf Kontakte zu Schweden hinweisen könnte.

### Metallzeitalter (ab 2000 v. Chr.)
Eine Kreisanlage aus Holz, datiert in die Zeit um 2000 v. Chr., wurde 2025 entdeckt. Es handelt sich dabei um  die Überreste von 45 Holzpfählen, die jeweils etwa 2 m voneinander entfernt aufgerichtet wurden; der Kreis hat einen Durchmesser von 30 m. Weitere Grabungen im Inneren des Kreises sollen klären, ob sich ähnliche Strukturen nachweisen lassen, wie sie im englischen Stonehenge bestehen.
Kurz zuvor war zudem eine Siedlung der Bronzezeit entdeckt worden, die auf 1700 bis 1500 v. Chr. datiert worden war. Zu der Siedlung gehört auch ein Grab, in dem ein Schwert entdeckt wurde. Sidsel Wahlin vom örtlichen Vesthimmerland Museum leitete die Grabung. Die gleichfalls bronzezeitliche Steinreihe am Myrhøj (dänisch Stenrækken ved Myrhøj) liegt am Løgstørvej bei Aars.
Kontinuierliche Besiedlung auch in der Eisenzeit belegen einige Leichenfunde, wie der Mann von Borremose (um 840 v. Chr.), die Frau von Borremose (um 770 v. Chr.) oder die Moorleiche Borremose II (um 475 v. Chr.).

### Entstehung des Dorfes, Name, Weidewirtschaft
Der heutige Ort Aars entstand erst im Hochmittelalter, nämlich um die Kirche herum, die zwischen 1200 und 1250 aus Granit errichtet worden war und den Runenstein DR131 beherbergt, der die Inschrift trägt: „Asser setzte diesen Stein nach Valtóki, seinem Herrn. Der Stein verkündigt dass er lange hier stehen wird; an Valtókis Grab“.
Der Name „Aars“ erscheint am 5. Mai 1394 in der Form „Arsoghæreth“. 1682 bestand das Dorf aus sechs Höfen und vier Häusern mit Land und einer nahe gelegenen Mühle. Die gesamte Ackerfläche betrug 238,8 Morgen. Es herrschte Weidewirtschaft mit Pachtbetrieben vor.

### Jüngere Geschichte
1875 zählte die Gemeinde 782 Einwohner. 1893 entstand ein Bahnhof an der Himmerlandbahn von Hobro/Viborg über Aalestrup nach Løgstør. 1899 wurde Aars zum Eisenbahnknotenpunkt von Himmerland, als die Privatbahn Aars-Nibe-Svenstrup (-Aalborg) im Ort endete und 1910 von Aars nach Hvalpsund verlängert wurde. Mit der Errichtung des Bahnhofs gewann die Ortschaft an Einwohnern, so dass die Kirche zwischen 1921 und 1922 erweitert werden musste. Es entstand eine Reihe entsprechender Einrichtungen und Gebäude, wie eine Landwirtschaftsschule (1899), ein Gemeindehaus (1892), ein Missions- (1897) und ein Ärztehaus. Hinzu kamen kleine Unternehmen der Land- und Viehwirtschaft, aber auch der Textilverarbeitung, sowie ein Gasthaus, eine Telegraphen- und Telefonstation sowie ein Postamt.
Die Aalborg-Hvalpsund-Bahn wurde allerdings 1969 stillgelegt, nachdem der Personenverkehr bereits 1966 eingestellt worden war. Der Güterverkehr wurde 1999 eingestellt, der Bahnhof abgerissen, die Gleise 2006 entfernt. Das ehemalige Bahnhofsgelände ist heute ein Einkaufszentrum.

## Persönlichkeiten

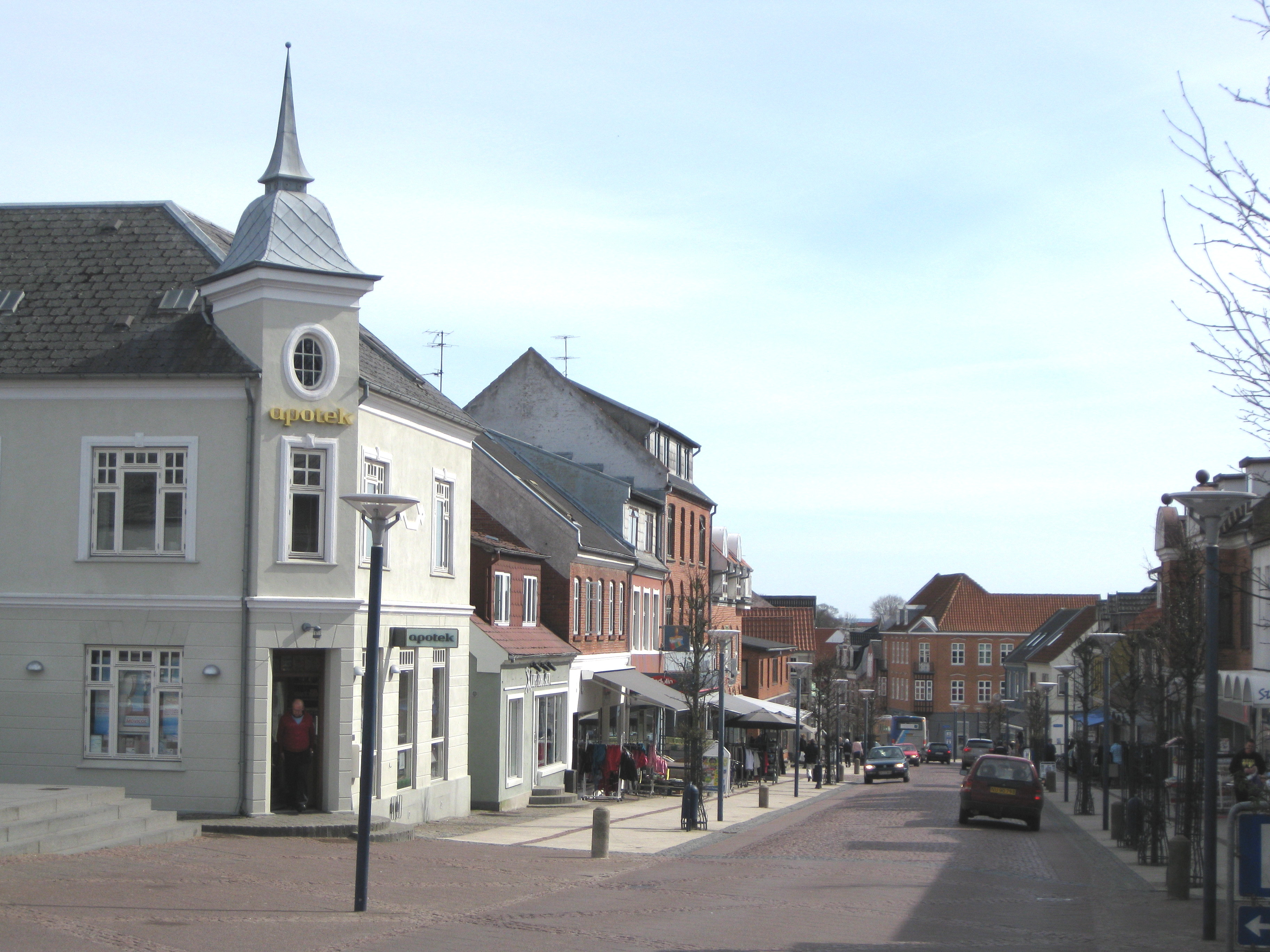
Hauptstraße Himmerlandsgade in Aars

- Toke Gormsson (um 950 – 986), ihm ist der Runenstein DR131 gewidmet
- Per Kirkeby (1938–2018), Künstler, schuf mehrere Kunstwerke in Aars, unter anderem den Entwurf für das Museumscenter Aars.[4]
- Caroline Rask (* 1994), Fußballspielerin